# استان خولکان
استان خولکان (به اسپانیایی: Provincia de Julcán) یک منطقهٔ مسکونی در پرو است که در منطقه لا لیبرتاد واقع شده‌است.
 استان خولکان ۱٬۱۰۱٫۳۹ کیلومتر مربع مساحت و ۳۵٬۴۳۸ نفر جمعیت دارد و ۳٬۴۰۴ متر بالاتر از سطح دریا واقع شده‌است.